# Haslev Bio
Haslev Bio er en biograf i Haslev på Sydsjælland, der blev grundlagt i 1925.
Siden 1930 har det været den eneste biograf i byen. I perioden fra 1972 til 1992 var den forpagtet af Bio Næstved. Siden 2006 har den været ejet af Faxe Kommune.